# هلگ میو
هلگ میو (به انگلیسی: Helge Meeuw) (زادهٔ ۲۹ اوت ۱۹۸۴) شناگر اهل آلمان است.